# رتشارد ايستس
رِيتشَارد إِيستس (بالإِنجِلِيزِيّة: Richard Estes)‏ (1932) رسّام أَمرِيكِيّ. يُعد مِن أشهر رسَّامِيِّ الصُّور الواقِعِيَّة، وأَحد رُوّاد تيَّار الواقِعِيَّة فائِقَة الدَّقَّة.

## وُصلات خارجيّة
- أَعمَّال رِيتشَارد إِيستس (آرت نِت).

## مَراجع
1. ↑  ملف استنادي دولي افتراضي (باللغات المتعددة), دبلن: مركز المكتبة الرقمية على الإنترنت, OCLC:609410106, QID:Q54919
2. ↑  RKDartists (بالهولندية), QID:Q17299517

## روابط خارجية
- رتشارد ايستس على موقع الموسوعة البريطانية (الإنجليزية)